# 火山の一覧
火山の一覧（かざんのいちらん）は、活火山のリストである。カッコ内の数字は火山の標高。

## 地球の火山

### 北アメリカ

#### カナダ
カナダ（英連邦王国）
- ガリバルディ山（英語版）（2678m、ブリティッシュコロンビア州）
- プライス山（2049m、ブリティッシュコロンビア州）

#### アラスカ州
- アラスカ半島
  - パブロフ山（2715m）
  - ベニアミノフ山（2507m） - 頻繁に噴火を繰り返している。紀元前1750年頃には、火山爆発指数6の巨大噴火。
- カトマイ国立公園
  - カトマイ山（2047m） - 1912年のノバルプタ爆発でマグマが吸い出された後に、直径3kmのカルデラ湖。
  - ノバルプタ（841m）　-　カトマイ山の中腹にある溶岩ドーム（現在）。1912年6月の爆発は13-15km3で、クラカトア（1883年）に続く規模[注釈 1]。噴煙高度16km以上。
  - フォーピークト山（英語版）（2,041m） - 2006年9月に1万年以上ぶりの噴火。
  - トライデント山（1864m）
- オーガスティン山（Augustine Volcano）
- レイク・クラーク国立公園
  - アラスカ州のリダウト山（3108m） - 1989年12月KLMオランダ航空867便が火山灰でエンジン停止（KLMオランダ航空867便エンジン停止事故）。2009年3月噴火、火山灰は上空15kmに。
  - イリアムナ山（3083m）
- スパー山（33（4317m）
- アリューシャン列島
  - ボゴスロフ島（101m）
  - グレート・スキン島（1740m）
  - クリーブランド山（1730m、Chuginadak Island） - 1944年、2006年、2009年爆発。2011年12月29日の爆発は高度4,600m。
  - ブセビドフ山（2149m）

#### アラスカ州以外
- セント・ヘレンズ山（2550m、アメリカ・ワシントン州） - 1980年5月18日に大噴火、山体崩壊が初めて動画で撮影された。
- ベーカー山（3285m、ワシントン州）
- レーニア山（4392m、ワシントン州）
- アダムズ山（3751m、ワシントン州）
- グレーシャーピーク山（英語版）（3221m、ワシントン州）
- ポーリナ山（2441m、ワシントン州）
- フッド山（3427m、オレゴン州）
- ジェファーソン山（3199m、オレゴン州）
- スリー・シスターズ（オレゴン州）
- クレーターレイク国立公園（マザマ山（英語版））（オレゴン州） - BC6,000年頃に超巨大爆発、火山灰だけで150km3が噴出。噴火後に陥没し、クレーター湖（クレーターレイク）となった。
- ブラックブッテ山（英語版）（1962m、オレゴン州）
- 軸上海山（英語版）（海面下1410m、海底からの高さ1100m、オレゴン州西沖合280km）2011年、2015年4月24日から噴火[1]。
- ラ・ガリータ・カルデラ（コロラド州）-2700万年前の爆発は、現在知られている中で地球史上最大規模（5,000km3）であった。
- イエローストーン国立公園（ワイオミング州） - 220万年前（2,500km3、最近2,500万年の2番目、「ハックルベリーリッジ・タフ」）、130万年前、64万年前に超巨大噴火。地下にある超巨大マグマだまりが現在も活動中。
- バイアスカルデラ（英語版）（ニューメキシコ州） - バイアス式カルデラの語源。
- ラッセン山（3187m、カリフォルニア州） - 世界最大の溶岩円頂丘。
- シャスタ山（4317m、カリフォルニア州）

### 中央アメリカ
- プレー山（1397m、西インド諸島仏領マルティニーク島） - 1902年の大噴火で大規模な火砕流が発生し、麓のサン・ピエール市が壊滅した、死者32,000人。
- セントビンセントのスフリエール山（1234m、セントビンセント・グレナディーン国（英連邦王国）のセントビンセント島） - 1812年と1902年（死者1,600人）に大爆発、1979年4月に爆発。
- バス・テールのスフリエール山（1467m、西インド諸島仏領バス・テール島）
- スーフリエール・ヒルズ（915m、西インド諸島英領モントセラト島）1995-1997年噴火、島の2/3が壊滅。
- モルヌ・トロワ・ピトン国立公園（ドミニカ国）-トロワ・ピトン山(1342m)を含め、5つの火山。沸騰する火口湖（ボエリ湖、世界第2の大きさの沸騰している湖Boiling Lake)があるので有名。
- ポポカテペトル山（5465m or 5452m、メキシコ）　- 2012年4月16日噴火。2013年7月現在も活発に活動中。別名「メキシコ富士」
- エルチチョン（1205m、メキシコ） - 1982年3月大噴火。火砕流が発生し、死者2000人～1万7000人。放出されたエアロゾルで、世界の平均気温が下がったと言われている。
- オリサバ山（5760m、メキシコ）
- コリマ山（4339m、メキシコ）
- タフムルコ山（4220m、グアテマラ）
- フエゴ山（3763m、グアテマラ）- 2015年2月、6月、11月噴火[2]。2018年6月、大噴火。火砕流等により死者113人、行方不明者332人[3]。
- アグア山（3766m、グアテマラ）
- アカテナンゴ山（英語版）（3976m、グアテマラ）
- タカナ山（4092m、グアテマラ）
- パカヤ（2552m、グアテマラ） - 2010年5月27日噴火、行方不明4人。
- サンティアギート山（スペイン語版）（2510m、グアテマラ）
- サンタマリア山（3772m、グアテマラ）- 1902年にVEI6の巨大爆発を起こし、6,000人もの犠牲者を出した（噴出物の総量は約5.5立方キロメートル）。
- トリマン山（3158m、グアテマラ）
- アティトラン山（英語版）（3557m、グアテマラ）
- スニル山（英語版）（Santo Tomás、Pecul、Zunil、3542m、グアテマラ）
- サンペドロ山（英語版）（3020m、グアテマラ）
- チカバル山（スペイン語版）（2900m、グアテマラ）
- イパラ山（1650m、グアテマラ）
- サンタ・アナ山（2381m、エルサルバドル）
  - イサルコ山（英語版）（1950m、エルサルバドル） - サンタアナ山の寄生火山。
- サン・ミゲル山（2130m、エルサルバドル） - 「チャパラスティケ」とも呼ばれる。2013年12月29日噴火。
- アポヤケ山 （518m、ニカラグア）- 対称形のきれいな火山。紀元前50年頃、VEI6の大爆発。
- モンバッチョ山（1344m、ニカラグア）
- コンセプシオン山（1610m、ニカラグア）
- マデラス山（1394m、ニカラグア）
- チルテペ山（英語版）（206m、ニカラグア）
- コシグイーナ山（872m、ニカラグア）
- テリカ山（1061m、ニカラグア） - 2011年5月噴火。ニカラグアでもっとも活動的な火山とされる。
- モモトンボ（1297m、ニカラグア）- [注釈 2]2015年12月1日に110年ぶりに噴火[4]。
- サンクリストバル山（1745m、ニカラグア） - 2012年9月8日噴火。
- ネグロ山（英語版） （728m、ニカラグア）
- マサヤ（ニカラグア）（現地語でポポガテペ、「火傷の山」）（火口はマサヤとニンディリの2つ。クレーターは5個）　　紀元前4500年頃に巨大爆発

ニカラグア西部太平洋岸の約200kmには18個の火山からなる火山列がある。（このためパナマ運河の計画の時にニカラグアも検討対象になったが、噴火切手発行と爆発のために現在の位置に決定された。）　
- イラス火山（3431m、コスタリカ）
- アレナル火山（1633m、コスタリカ）
- トゥリアルバ（3328m、コスタリカ） - 2010年1月6日、2014年10月30日噴火[5]。
- バル火山（3474m、パナマ）

### 南アメリカ
- ネバドデルルイス火山（5321m、コロンビア） - 1985年11月13日に大爆発、死者は23,000人。
- ネバド・デル・ウイラ（5365m、コロンビア）
- プラセ山（英語版）（4800m、コロンビア）
- ガレラス山（4276 m、コロンビア） - 56万年前15km3爆発。現在も活発、1993年（9人死亡）。2010年1月に6回噴火。
- クンバル山 （4764m、コロンビア）
- カヤンベ山（5790m、エクアドル）
- コトパクシ山（5897m、エクアドル）- 1698年、1744年に大規模噴火。2015年8月14日に噴火し、噴煙は上空8000mにまで到達[6]。
- チンボラソ（6310m、南緯1°28分、西経78度49分、エクアドル）
- トゥングラワ（5023m、Tungurahua,1.467°S, 78.442°W、エクアドル） - 2006-10年で6回噴火。2011年4月噴火。2014年現在も活発で4月6日噴煙高度10km[7]。
- サンガイ山（英語版）（5230m、エクアドル）
- フェルナンディナ島（1494m、ガラパゴス諸島（エクアドル領））1968年、2009年噴火
- ウォルフ火山 （1707m、イサベラ島 (エクアドル)、ガラパゴス諸島、直径7km、深さ700mの溶岩湖カルデラ）2015年5月噴火、高度15km。7月に海岸に到達する溶岩流を確認。[8][9]。
- ユカマニ山（スペイン語版）（5550m、ペルー）
- コロプナ山（英語版）（6425m（6377mとも）、南緯15度31分、西経72度39分、ペルー）
- ワルカ・ワルカ（6025m、ペルー）
- アンパト山（英語版）（6288m、ペルー）
- チャチャニ山（英語版）（6079m、ペルー）
- ミスティ山（英語版）（5835m、ペルー）
- ピチュピチュ山（英語版）（5669m、ペルー）
- ティクサニ山（スペイン語版）（5395m、ペルー）
- ウビナス（5672m、ペルー）
- ワイナプチナ（4850m、ペルー） - 1600年に巨大噴火[10]。
- サハマ山（6520m、ボリビア）
- パリナコータ山（6348m、ボリビア・チリ国境、南緯15度31分、西経72度39分）
- オジャグエ山（英語版）（5869m、ボリビア・チリ国境）
- リカンカブール山（5916m、ボリビア・チリ国境）
- トゥスグレ山（5486m、アルゼンチン、南緯24度03分、西経66度28分）
- ガラン山（英語版）、5912m、アルゼンチン） - カルデラ、220万年前に1,050km3の巨大爆発。
- ドムジョ山（英語版）（4709m、アルゼンチン）
- コパウエ山（2997m、アルゼンチン・チリ国境） - 二重カルデラ、1990年代に3回、2000年、2012年にも噴火。
- アントファジャ山（6440m、アルゼンチン）
- コンドル山（英語版）、6532m、南緯26度37分、西経68度21分、アルゼンチン）
- カサデロ（6660m、北緯27度12分、西経68度33分、アルゼンチン）
- インカピージョ（5750m、北緯27度53分、西経68度49分、アルゼンチン） - カルデラ、爆発的な火山活動を成因とするカルデラとしては世界最高峰。
- ソコンパ（英語版）（6051m、アルゼンチン・チリ国境）
- ユーヤイヤコ（6723m、北緯24度43分、西経68度32分） - 火山として世界第2位の高さ 、アルゼンチン・チリ国境）。
- オホス・デル・サラード（6893m、世界最高峰火山[11]、南緯27度7分、西経68度33分、アルゼンチン・チリ国境）。
- エルソロ山（6190m、南緯27度6分、西経68度43分、アルゼンチン・チリ国境）
- マイポ山（5264m、アルゼンチン）
- ラニン山（英語版）（3747m、アルゼンチン・チリ国境） - 2008年1月爆発。
- サンホセ（5856m、アルゼンチン・チリ国境） - 1960年噴火。
- インカワシ山（6621m、南緯27度2分、西経68度17分、アルゼンチン・チリ国境）
- トゥプンガート山（6570m、南緯33度21分、西経69度46分、アルゼンチン・チリ国境） - 1987年噴火。
- プジェウエ＝コルドン・カウジェ火山群（2240m、チリ） - 1960年噴火。2011年6月4日噴火、火山灰はブエノスアイレスまで到達。アルゼンチンのバリローチェでは厚さ30cmの火山灰。オーストラリアでは航空機数百便が欠航。火山灰は12日間で世界一周[12][13]。
- プラル山（スペイン語版）（6233m、南緯24度11分、西経68度3分、チリ）
- タアパカ（5860m、南緯18度6分、西経69度30分、チリ）
- グアジャティリ（6071m、南緯18度25分、西経69度05分、チリ）
- ラスカル山（5592m、チリ） - 幾度も噴火を繰り返していることが記録されている。
- ビジャリカ山（2847m、チリ、アラウカニア州） - 山頂火口に世界でも数少ない恒常的な溶岩湖を持つ火山。1971年噴火では亜硫酸ガスで15人以上が死亡。2000年に噴火、2015年3月3日にも噴火、噴煙高度3km[14]。
- タコラ山（英語版）（5950m、チリ）
- チャイテン山（1122m、チリ） - 2008年5月大爆発
- ジャイマ山（3125m、チリ）
- オソルノ山（2660m、チリ）
- ハドソン山（1905m、チリ）
- マカ山 （2300m、チリ）
- カルブコ山（2015m[注釈 3]、チリ、ロス・ラゴス州） - 1961年に噴火[15]、2015年4月22日にも噴火し、噴煙は高度15kmまで到達[16]。
- トリンダデ島（ブラジル）

### 大西洋

#### マカロネシア
アゾレス諸島（ポルトガル領）
- セテ・シタデス山（英語版）（サンミゲル島）
- ピコ山（2351m、ピコ島） - ポルトガル最高峰。
- セッラ・デ・サンタバルバラ山（英語版）（1023m、テルセイラ島）
- エスペランサ山（英語版）（1066m、サン・ジョルジェ島）
- カペリニョス山（英語版）（1043m、ファイアル島）
- セーテ・ペス山（ポルトガル語版）（フローレス島）
- アルト山（ポルトガル語版）（サンタマリア島）
- テルサス山（グラシオーザ島）
- グロッソ山（ポルトガル語版）（718m、コルボ島）

カナリア諸島（スペイン領）
- グラン・カナリア島
  - Pico de Las Nieves（1949m）
- テネリフェ島
  - テイデ山（3718m）- スペイン最高峰。
  - ピコ・ビエホ（3134m）- テイデ山の兄弟峰
- ランサローテ島
  - ブランカカルデラ
- ラ・パルマ島 - 最高峰は Roque de los Muchachos (2426m)
  - ケンブレビエハ（英語版）（1949m）- 最悪の場合山体崩壊で900mの津波が発生し時速700kmで大西洋を渡り、フロリダで30m、ニューヨークで10mなどの高さの津波を起こすという研究がある。
  - テネグイア山（英語版）（439m） - 最後の噴火は1971年。
  - サン アントニオ火山（Vulcan of San Antonio）
- ガラホナイ国立公園（1487m、ラ・ゴメラ島） - 世界遺産。
- エル・イエロ島（1501m）2011年11月13日海底火山爆発で有毒ガス噴出。
- フエルテベントゥラ島

カーボベルデ共和国
- フォゴ山 （フォゴ島、2829m）7万3千年前に東側斜面が山体崩壊し、高さ240mの津波が生じたという。30km東側のサンチアゴ島で180m以上の高さの津波が襲った跡が見つかった[17][18]。
- フォンタインアス山 （976m）
- ベルデ山 （750m）

#### セントヘレナ・アセンションおよびトリスタンダクーニャ
英領セントヘレナ・アセンションおよびトリスタンダクーニャ
- セントヘレナ島
- アセンション島
- トリスタンダクーニャ島（南アフリカの西南西2,700km）
  - クィーン・メアリー・ピーク（2,062m）
  - オラフ山（1,969m）
- ゴフ島 - 世界遺産。
  - エジンバラ峰（910m）
  - エクスペディション峰（909m）
- イナクセシブル島 - 世界遺産。
  - Swales Fell（561m）

#### その他
- プロテクターショアル海底火山
- ベーレンベルク山（2277m） - ヤンマイエン島に存在する成層火山。最後の噴火は1985年。

### アフリカ
- エルタ・アレ（613m、エチオピア北東部アファール盆地、ダナキル砂漠内） - 噴火口が2つあり、一つには恒常的な溶岩湖がある。1873年、1904年、1906年、1940年、1960年、1967年,2005年に噴火。現在も活動中。
- Dubbi（1625m、エリトリア東部デブバウィ・ケイバハリ地方）- 1861年、2011年6月12日噴火[19]。
- Nabro（2218m、エリトリア東部デブバウィ・ケイバハリ地方）- 2011年6月13日噴火。
- エミクーシ山（3415m、北緯19度48分東経18度32分、チャド、サハラ砂漠最高峰）
- カメルーン火山列
  - ニオス湖（オク山（英語版）(3011m)の頂上にある火口湖、カメルーン。北緯6度26分東経10度18分） - 1986年8月21日に噴出した二酸化炭素により住民1,800人が突然死した。
  - カメルーン山（4095m、カメルーン南西部）
- エルゴン山（4321m、ケニア・ウガンダ国境）
- オルデアニ山（英語版）（3188m、タンザニア）
- オルドイニョ・エブルル（2856m、ケニア、エブルル火山体）
- オルドイニョ・レンガイ（2960m、タンザニア大地溝帯）きわめて流動性の高い炭酸塩岩（カーボナタイト）の溶岩流を噴出する世界で唯一の火山[20]
- オルカリア火山体
  - ロンゴノット山（2776m、ケニア）
  - ススワ山（2356m、ケニア）
- キリマンジャロ（5895m、タンザニア）
- ケニア山（5199m、ケニア）
- メルー山（4565m、タンザニア）
- ヴィルンガ山地
  - カリシンビ山（4507m、ルワンダ/コンゴ民主共和国）
  - ミケノ山（イタリア語版）（4437m、コンゴ民主共和国）
  - ムハブラ山（英語版）（4127m、ルワンダ/ウガンダ）
  - ビソケ山（英語版）（3711m、ルワンダ/コンゴ民主共和国）
  - サビニョ山（3674m、ルワンダ/ウガンダ）
  - ガヒンガ山（英語版）（3474m、ルワンダ/ウガンダ）
  - ニーラゴンゴ山（3470m、コンゴ民主共和国）
  - ニアムラギラ山（3056m、コンゴ民主共和国） - 1885年～2010年1月に42回噴火。2011年11月噴火、噴煙数百m。
- キブ湖（ルワンダ/コンゴ民主共和国）- ヴィルンガ山地のふもと。ニオス湖と同様に湖水爆発の危険が指摘。

### 欧州
- サントリーニ島（ネア・カメニ島、ギリシャ） - BC1628年の噴火（90mの津波）がアトランティス伝説を生んだと言われる。また聖書の出エジプト記にある「エジプト全土の3日間の闇」や「海が割れる」伝説の元という説がある。

#### イタリア共和国
- エトナ火山（3326m、イタリア、シチリア島） - 1169年（死者1万人）、1669年（死者16,000人）に噴火。
- パンテッレリーア島（シチリア海峡）
- ストロンボリ島（926m、エオリア諸島）
- ブルカノ（イタリア語）（エオリア諸島ヴルカーノ島）Volcano（英語で火山の意）の由来。
- ヴェスヴィオ（1281m、カンパニア州） - 79年8月24日の噴火でポンペイ他を埋め尽くした（死者18,000人）。1631年の噴火でも死者3,000人。
- フレグレイ平野（カンパニア州、ナポリ西部）
- アミアタ山（1738m、トスカーナ州）「アミアタ岩」の由来。（死火山？）

#### アイスランド共和国
（アイスランドには約200個の火山が存在する。1個の火山ではなく数kmの火山列の同時噴火であったり、爆発前は平面状の氷河の数百m下に隠れていることもある）
- ラキ火山（ラーカギーガル）（1725m） - 1783年6月の巨大噴火（340億t）が天明の大飢饉やフランス革命の原因になったという説がある。26kmに及ぶ約130個の火山列（割れ目噴火）。
- ヘクラ山（1491m）長さ27kmの火口列。BC1150～1136年に大爆発。1300年（死者600人）、1947年（噴煙27km）に噴火。
- エイヤフィヤトラヨークトル（1666m） - 2010年噴火で欧州の航空路が大混乱。氷河に覆われていた。（詳細は「2010年のエイヤフィヤトラヨークトルの噴火」、「2010年のエイヤフィヤトラヨークトルの噴火による交通麻痺」をそれぞれ参照）
- カトラ火山（1512m、ミールダルスヨークトル氷河が覆っている） - 1485年に大噴火。近い将来の大型噴火の可能性が指摘されている。
- バルダルブンガ山(2009m)。アイスランドで2番目に高い山。ヨーロッパ最大の氷河バトナ氷河に覆われている。2014年8月から噴火中。
- エルトギャゥ（934年噴火）
- スルツェイ島（1963年からの海底火山の噴火で形成）2008年に世界遺産。
- エルトフェットル（ヘイマエイ島、1973年1月噴火）
- グリムスヴォトン - 2011年5月21日噴火、噴煙高度20km。

#### ドイツ
ドイツには22の火山がある。
- ラーハー湖　Laacher See。紀元前1万年頃噴火（VEI7)。

### ロシア
カムチャッカ地方には29の活火山がある。　
- アバチャ山（2741m、アヴァチン火山）（アバチンスキー山）（アヴァチンスキー）（アヴァチンスカヤ山）
- エルブルス山（5642m、ロシア連邦カバルダ・バルカル共和国） - ヨーロッパの最高峰。
- クリュチェフスカヤ山（4887m、カムチャツカ半島） - 2010年10月28日噴火。
- シベルチ山（シュベルチ山）（3300m前後、カムチャツカ半島） - 山頂に溶岩ドームを形成するタイプの火山活動をする活火山であるため標高は頻繁に変化。2013年1月21日にキズィメン、トバルチクと同時に噴火（シベルチは4,900m噴火）[22]。2013年6月10日に9,000m、8月10日に7,500mなど多数の噴火。2015年2月28日に9,000m[23]
- キジメン山（2376m、カムチャツカ半島） - 粘り気の強い厚い溶岩が山腹を流れている。2013年1月21日にシベルチ山、トルバチク山と同時に噴火。
- ベズイミアニ山（2882m、カムチャツカ半島） - 1956年3月に有史以来初[24]の大規模噴火。2010年1月17日噴火。
- トルバチク山 - カムチャツカ半島に存在する複合火山。3085mの盾状火山と、3682mの成層火山が合わさっている。2012年11月28日噴火（36年ぶり）[25]。
- カリムスキー山（1486m、カムチャツカ半島）2013年1月キジメン、シヴェルチ、プロスキイ・トルバチク、カルィムスキイの4山同時噴火中[26]。
- ゴールヌィー・インスチトゥート山 （2125m、カムチャツカ半島）
- ティティーラ山 （1559m、カムチャツカ半島）

千島列島(得撫島以北)
- 阿頼度山：阿頼度島にある活火山。親子場山、千島富士とも呼ばれる。千島列島の最高峰で、海抜が2,339mある。
- 千倉岳：幌筵島にある活火山。1,817mあり、千島列島で2番目に高い
- 黒岩山（ロシア語版）：温禰古丹島にある活火山
- 芙蓉山：松輪島にある活火山
- 計吐夷山：計吐夷島にある活火山
- 新知岳（英語版）：新知島にある活火山
- 得撫富士：得撫島にある活火山で、富士山に似ているためこの名前が付いた
- 白妙山（英語版）：得撫島にある活火山

### アジア

#### 中東
- アララト山（5137m、トルコ共和国） - ノアの箱船の到着地とされる。
- ネムルト山 (火山)(2948mまたは3050m、トルコ）

トルコには18以上の火山がある。
- ダマーヴァンド山（5610m、イラン）
- タフターン山 （3941m、イラン）

#### フィリピン
- ピナトゥボ山（1486m、フィリピン ルソン島マニラの北西約80km） - 1991年巨大爆発、北半球の気温を0.5℃下げる。噴煙高度20km。
- マヨン山（2421m、ルソン島） - 1814年死者1,200人、2009年12月噴火。2013年5月噴火、5人死亡。
- タール火山（311m、ルソン島、マニラの南約80km） - 1911年の噴火で1,307人、1965年の噴火で190人の死者。
- ブルサン山（1559m、ルソン島最南部） - 2010年10月26日から活発化し、11月25日からさらに噴煙を出す。
- カンラオン山（2,465m、ネグロス島） - 2016年6月18日噴火[27]。
- アポ山（2954m、ミンダナオ島）
- ヒボックヒボック山（英語版）（1332m、カミギン島）1951年死者500人。

#### インドネシア
インドネシアの火山は129、過去300年で死者155,550人。
- クラカタウ（スンダ海峡） - 有史以来巨大噴火2回（535年、1883年は死者36,000人）。
- パパンダヤン山（2665m,ジャワ島西部） - 1772年に噴火（死者2,957人）。（カワーマス・ゴールデンクレーター）
- トバ湖（スマトラ島北部） - 73,500年前頃に超巨大爆発「トバ・カタストロフ」。過去2500万年での世界最大級2,800km3の爆発。84万年、70万年前にも超巨大噴火。
- クリンチ山（3805m、スマトラ島西スマトラ州）
- デンポ山（3159m、スマトラ島南スマトラ州）
- シナブン山（2460メートル、北スマトラ州） - 1600年噴火。2010年8月噴火し3万人避難、2人死亡。2013年9月15日噴火、6200人以上避難。2013年12月からはさらに活発化し、2014年2月1日の噴火で16人死亡。
- タンクバンプラフ山（2084m、 ジャワ島西ジャワ州バンドンの北）
- タンココ山（1149ｍ）
- ムラピ山（2914m、ジャワ島中央部） - 1930年2月1,369人死亡。2010年10月26日から噴火、死者322人以上、11月2日噴煙高度10km。
- スラメット山（3428m、ジャワ島中部ジャワ州） - 2014年8月から火山活動活発化。
- ラウン山（3390m、ジャワ島東ジャワ州）-2015年6月から活発化。2015年7月9-12日バリ（ヌグラライ）国際空港、デンパサール国際空港など5空港を閉鎖[29][注釈 4]。
- イジェン火山群（2799m、ジャワ島東ジャワ州ニュワンギ県）カワイジェン（Kawah Ijen volcano）火山の山頂にあるクレーターにある硫黄が燃えるためにできる幽玄的な青い炎の夜景が有名である。
- ケルート山（1731m、ジャワ島東ジャワ州中部、マラン市の西35km） - クルット山、クルト山、クルド山とも表記される。過去600年で15,000人以上の死者。1586年死者1万人、1872年死者200人、1919年5月の爆発で5,000人以上死亡し、この爆発からラハール（火山泥流）という言葉が生まれた。1966年死者282人、1990年2月にも爆発、死者31人。2007年10-11月にも噴火[30]、2014年2月13日噴火、死者6人、噴煙高度17km[31]。
- アグン山（3031m、 バリ島北東部） - 1963年死者2,000人。
- バトゥール山（1717m、バリ島北東部、バリ州のキンタマーニ高原）
- リンジャニ山（3726m、 西ヌサ・トゥンガラ州ロンボク島） - 1200年代前半に巨大爆発。2004年10月噴火。2015年10月噴火。
  - 1257年に超巨大爆発したサマラス火山(Samalas、現在はカルデラ湖)は、リンジャニ山の一部である。
- タンボラ山（2850m、 西ヌサ・トゥンガラ州スンバワ島） - 1815年に大噴火。記録に残っている噴火としては、史上最大の噴火（死者92,000人、90万人説もあり）。
- サンゲアン島（英語版）（アピ山、1949m、西ヌサ・トゥンガラ州）
- ラナカ山（英語版）（2382m、東ヌサ・トゥンガラ州パルエス島）
- エゴン山（1703m、東ヌサ・トゥンガラ州フローレス島）
- パルエ山（875m、別名ロカテンダ山。東ヌサ・トゥンガラ州パルエ島（英語版） - 2013年8月10日に噴火し6人死亡。
- アウ山（1320m、北スラウェシ州サンギヘ諸島サンギヘ島） - 1711年、1812年、1856年、1892年の4回は死者1,000人以上で合計8,500人以上の死者。
- カランゲタン山(（南峰）1,827 m, （北峰）1,784 m、北スラウェシ州シアウ島）1675年以来41回噴火。
- ソプタン山（1784m、北スラウェシ州）- 多数の噴火記録あり。2015年1月18日に噴火。
- ロコン山（1580m,北スラウェシ州）2011年7月14日噴火開始[32]。
- カウィオ・バラトスラウェシ島沖の海底火山。海面下5400mに高さ3500mの弧峰[33]。
- マキアン（キエベシ山、1357m、北緯00°32′、東経127°40′E、北マルク州、モルッカ海、ハルマヘラ島の西） - 1760年の噴火により、1761-62の中国の異常厳冬と「中国の月の消失」を生んだという説がある。死者2,000人。
- ガマラマ山（1715m、テルナテ島Ternate、北マルク州、モルッカ海、ハルマヘラ島の西、マキアン島の北30km）2003年、2011年12月噴火
- ガルングン山（2168m、ジャワ島西ジャワ州） - 1982年6月の噴火の火山灰で、ジャンボ・ジェットが墜落しそうになった（ブリティッシュ・エアウェイズ9便エンジン故障事故）。1822年に噴火（死者4,000人）。

- Bromo Tengger Semeru National Park（東ジャワ州プロボリンゴ県）
  - ブロモ山（2329m） - 2004年6月噴火、2人死亡。2010年11月23日最高度警戒警報、27日小噴火[34]。26日噴煙高度14km
    - バトク - ブロモに隣接、400年前噴火

  - Tengger caldera（2329m、7.942°S, 112.95°E）
  - スメル山（3676m） - ジャワ島最高峰、1981年369人死亡。
  - Sandsea caldera

- ドゥコノ山（1335m、ハルマヘラ島北西部、1.68°N, 127.88°E）

#### その他
- 漢拏山（1950m、大韓民国 済州島）
- 長白山・白頭山（2744m、中華人民共和国・朝鮮民主主義人民共和国国境） - 北朝鮮（朝鮮民主主義人民共和国）の聖地（金正日の生誕地とされる）。日本の気候にも直接影響を与えている。近年活動が活発になっているという警告、それに対する反論がある。946年とされる爆発（クラカトアの約10倍、1500-2000億立方ｍ。過去数千年での最大規模）では東北地方に影響を与えた。
- 峨眉山（中華人民共和国 四川省） - 道教や中国仏教の聖地の一つ。2億6千万年前の50万km3の爆発が、ペルム紀末に起きた海洋生物の90%と陸上生物の70%の大量絶滅（P-T境界）の原因となったという説がある[35]。
- ヤクロウム湖（英語版）（カンボジア ラタナキリ州）

#### 日本
日本国

### 太平洋

#### マリアナ諸島
北マリアナ諸島米国自治連邦区
- ファラリョン・デ・パハロス島（パハロス島、ウラカス島）
- アスンシオン島（アッソングソン島）
- アグリハン島（アグリガン島）
- パガン島
- ググアン島
- アナタハン島

#### ハワイ
キラウエア、マウナロア 、マウナケアは、火山島ハワイ島を形成する火山。粘度の相当低い玄武岩質。ハワイ島自身が大洋底からそそり立つ海底火山であり世界最大の火山でもある。ホットスポットを参照。
- ハレアカラ（3055m、マウイ島）
- マウナ・ケア山（4205m、ハワイ島） - 山頂付近に世界11ヶ国の研究機関が合計13基の天文台（マウナケア天文台群）を設置。
- マウナ・ロア山（4170m、ハワイ島）
- キラウエア火山（1247m、ハワイ島）
- ロイヒ海山 - 海底火山。ハワイ島の南東35km

#### 南太平洋
- オロヘナ山（Orohena : 2241m、タヒチ島）
- バヌアツ
  - ヤスール山（361m、バヌアツ共和国タンナ島）
  - ベンボウ火山、アンブリム島。
  - マラム火山（マルム火山）、アンブリム島。1913年に噴火。
  - クワエ（海底火山） - 1458年に噴火。
  - マナロ山（ロンベンベンとも） - アンバエ島（英語版）にある火山。火山湖のブイ（VuiまたはVoui）湖がある[36][37]。
- トファ山（英語版） : 515m、トンガ共和国ハアパイ諸島トファ島）
- カオ島（英語版）。（1190m、山としての名前はない、南緯19度40分、西経175度1分。トンガ共和国ハアパイ諸島[38]）
- フンガ・トンガ＝フンガ・ハアパイ（Hunga Ha'apai）。トンガ共和国の首都ヌクアロファの北西63キロメートルにある海底火山。2009年3月16日噴火で海上に出現。2014年12月20日から噴火し、新島出現[39][40]。

#### パプア・ニューギニア
パプアニューギニア独立国（英連邦王国）
- ニューブリテン島
  - ラバウルカルデラ - 2つの火山（タブルブル山「花吹山」、ブルカン火山（英語版）「西吹山」）が活動しているが、カルデラ口は多数ある。1937年に噴火（死者505人）。1994年の爆発でラバウル市は壊滅的打撃を受けた。ダブルブル山は2014年8月29日噴火。
    - ウラウン山（2334m、5.05°S, 151.33°E）
    - ダカタウア火山（英語版）（中部にあるカルデラ湖） - 800年頃大爆発。
    - Bamus
- マナム山（1807m、4.080°S, 145.037°E） - 2006年2月27日噴火。噴煙は最大上空19km。溶岩も700m以上の高さに吹き上がった。
- ラミントン山（1680m、ニューギニア島南東部オロ州ポポンデッタ付近） - 1951年に噴火（1月3,000人死亡）。
- バルビ山（英語版）（2715m、ブーゲンビル島北部、「花咲山」） - バルビー山と表記されることもある。

#### ソロモン諸島
- カバチ海底火山（英語版）（-20m、8° 59.65'S, 157° 58.23'E）20世紀に数十回噴火。

#### オーストラリア
オーストラリア連邦（英連邦王国）

#### ニュージーランド
ニュージーランド（英連邦王国）
- タウポ火山帯（ニュージーランド北島）
  - トンガリロ国立公園
    - トンガリロ山（1978m）-　2012年8月に1897年以来115年ぶりに大きな噴火。
    - ルアペフ山（2797m） - 1953年に死者151人（泥流が橋を破壊したため）。
    - ナウルホエ山（2291m）

  - ホワイト島（Whakaari / White Island）2013年8月20日2km噴火
  - ロトルア湖
    - タラウェラ山（1111m）
      - カハロア噴火（1314年） - この山の噴火が1315-17年のヨーロッパの飢饉の原因と言われる。

  - タウポ湖（356m、北島最大の湖） - 181年に超巨大噴火（破局噴火）(VEI7)[注釈 5]。推定最大噴煙高度は世界記録51km。約2.65万年前にVEI8の超巨大噴火（直近のVEI8）を起こしている。
    - Mount Tauhara

- タラナキ山（エグモント山、2518m、北島タラナキ地方エグモント国立公園）- 「ラストサムライ (2003年制作)」のロケ地
- ランギトト島 (260m) 約600年前に噴火

### インド洋
- カーサラ山（2361m） - コモロの活火山。コモロ諸島のグランドコモロ島。
- ピトン・ドゥ・ラ・フルネーズ（フルネーズ山） - インド洋、仏領レユニオン島。

### 南極
- ロス島
  - エレバス山（3,795 m、南極のロス島における最高峰。南緯77度32分 東経167度17分） - 成層火山。
  - テラー山（3,230 m、南緯77度31分、東経168度32分） - 楯状火山。
  - バード山（1,765 m、南緯77度16分、東経166度45分） - 楯状火山。
- メルボルン山（2,730 m、南緯74度21分、東経164度42分） - 成層火山。
- ベルリン山（3,478 m、南緯76度03分、西経135度52分） - 楯状火山。
- カウフマン山（英語版）（2,365 m）（南緯75度37分、西経132度25分） - 成層火山。
- エグゼクティブ・コミッティー山脈
  - シドリー山（4,285 m、南極における最高峰の火山。南緯77度02分、西経126度06分） - 火山カルデラ。
  - ハンプトン山（3,325 m、南緯76度29分、西経125度48分） - 火山カルデラ。
- タカヘ山（3,460 m、南緯76度17分、西経112度05分） - 楯状火山。
- ハドソン山脈（英語版）（南緯74度20分、西経99度25分付近）の氷床下に名前のない火山がある。約2000年前（BC207年±240年）に大爆発(VEI3-4)を起こし、1万2千mまで噴煙が上り、火山灰や溶岩0.31km3が2万3千km2に広がった[41]。

- イギリス領サウスジョージア・サウスサンドウィッチ諸島(海底火山を入れずに、少なくとも11の火山がある）
  - テューレ島 1956年噴火[42]
  - プロテクターショアル海底火山
  - 近海にある十数個の海底火山列。一部は高さ3000m以上[43]

### 最近の大噴火
最近200年間の主な大噴火 
噴火年・・・火山名（地域）・・・・・・・・史上初・・VEI・・死者数
- 1991年・・・ハドソン山（チリ）・・・・・・・・・・・・？・・・ 5・・・0
- 1991年・・・ピナトゥボ山（フィリピン）・・・・・・・・？・・・6
- 1980年・・・セント・ヘレンズ山（合衆国）・・・・・・・Ⅹ・・・ 5・・・ 57
- 1912年・・・ノバルプタ（アラスカ）・・・・・・・・・・？・・6・・・
- 1907年・・・ツダック（英語版）（カムチャツカ)  ・・・・・○・・・ 5・・・ 0
- 1902年・・・サンタマリア山（グアテマラ) ・・・・・・・○・・・ 6・・・ >5,000
- 1886年・・・タラウェラ山（ニュージーランド)・・・・・ ○・・･ 5・・・>150
- 1883年・・・クラカタウ（インドネシア）・・・・・・・・X・・・・6・・・ 36, 417
- 1854年・・・シベルチ山（カムチャツカ）・・・・・・・・○・・・・5・・・ 0
- 1835年・・・コシグイーナ山（ニカラグア）・・・・・・・○・・・ 5・・・ 5-10
- 1822年・・・ガルングン山（インドネシア）・・・・・・・○・・・・5・・・ 4,011
- 1815年・・・タンボラ（インドネシア）・・・･ ・・・・・○・・・ 7・・・ 92,000

## 不明
ミステリー・クラウドという、火山灰によると思われる大気の異常による火山爆発の推定例である。大森房吉の集めた事例集がある。一部の解明が進んでいる。
- 536年 - 1年間太陽光線を遮り、世界の半分に寒さと飢えをもたらした「乾いた霧」。地中海地方では有史以来の厳しい冬となった。535年のクラカタウの噴火が原因と見られているが、536年のラバウル火山説や、彗星衝突説もある。
- BC44年 - 「月が血の色をしていた」という欧州の記録がある。BC42年のエトナ火山説があるが、年代が合わず、はっきりしない。
- 1809年～1810年から1819年まで地球全体の平均気温が0.5℃下がった理由は1815年のタンボラ山噴火（100Mt）に加え、1809年に赤道地方で大爆発（50Mt）があったためだとされている[45]。

## 地球以外の火山

### 金星
- マアト山
- サパス山

### 火星
火星にはオリンポス山をはじめとして、地球の火山をはるかに越える高さの巨大火山が多数ある。これらの火山はホットスポット火山と考えられている。なお、火星の火山は全て活動を終了した死火山である。
- オリンポス山 - 太陽系で最も巨大な火山。周辺からの比高26,000m、直径500km以上ある。
- アルバ・パテラ - 裾野の面積は太陽系最大となる火山。

### イオのダイダロス火山
ボイジャー1号の観測で、木星の衛星イオが活発な火山活動をしていることが判明した。イオは木星のごく近傍を周回しており、木星の巨大な重力を受けて衛星自体が常時歪みをおこして発熱しマグマを生成しているのではないかと推定される。

### かに座55番星e
地球から40光年離れた太陽系外惑星「かに座55番星e」で火山の噴火らしきものが発見された。

### 冥王星
無人探査機ニューホライズンズの観測によると、冥王星の表面には、氷、窒素、アンモニア、メタンなどを凍った状態で噴出していた高さ数kmの山が２つある。

## 文学上の火山
- オロドルイン